# Campeonato Europeu de Hóquei em Patins Masculino de 1977
O Campeonato Europeu de 1977 foi a 33.ª edição do Campeonato Europeu de Hóquei em Patins.

## Participantes
| País               | Participação | Melhor Resultado                                                                              |
| Portugal           | 27ª          | Campeão (1947, 1948, 1949, 1950, 1952, 1956, 1959, 1961, 1963, 1965, 1967, 1971, 1973 e 1975) |
| Espanha            | 21.ª         | Campeão (1951, 1954, 1955, 1957 e 1969)                                                       |
| Itália             | 32.ª         | Campeão (1953)                                                                                |
| Alemanha Ocidental | 29.ª         | 2.º Lugar (1932 e 1934)                                                                       |
| Holanda            | 19.ª         | 3.º Lugar (1963, 1967 e 1969)                                                                 |
| França             | 32.ª         | 2.º Lugar (1926, 1927, 1928, 1930 e 1931)                                                     |
| Suíça              | 33.ª         | 2.º Lugar (1937)                                                                              |
| Inglaterra         | 33.ª         | Campeão (1926, 1927, 1928, 1929, 1930, 1931, 1932, 1934, 1936, 1937, 1938 e 1939)             |
| Bélgica            | 31.ª         | 2.º Lugar (1947)                                                                              |
| ------------------ | ------------ | --------------------------------------------------------------------------------------------- |

## Resultados
|                    | Portugal | Espanha | Itália | Alemanha | Bélgica | Países Baixos | Suíça | França | Inglaterra |
| ------------------ | -------- | ------- | ------ | -------- | ------- | ------------- | ----- | ------ | ---------- |
| Portugal           |          | 4-1     | 2-0    | 3-0      | 9-2     | 10-2          | 5-2   | 15-3   | 19-1       |
| Espanha            |          |         | 1-1    | 2-0      | 3-0     | 0-0           | 6-1   | 8-0    | 9-1        |
| Itália             |          |         |        | 1-1      | 2-4     | 4-0           | 6-1   | 3-3    | 1-0        |
| Alemanha Ocidental |          |         |        |          | 4-2     | 2-1           | 2-5   | 2-1    | 4-0        |
| Bélgica            |          |         |        |          |         | 3-3           | 6-1   | 1-4    | 5-1        |
| Holanda            |          |         |        |          |         |               | 4-3   | 3-3    | 9-3        |
| Suíça              |          |         |        |          |         |               |       | 6-2    | 4-0        |
| França             |          |         |        |          |         |               |       |        | 7-2        |
| Inglaterra         |          |         |        |          |         |               |       |        |            |

## Classificação final
| Lugar | Seleção            | J | V | E | D | P  | GM | GS | Dif. |
| ----- | ------------------ | - | - | - | - | -- | -- | -- | ---- |
|       | Portugal           | 8 | 8 | 0 | 0 | 16 | 67 | 11 | +56  |
|       | Espanha            | 8 | 5 | 2 | 1 | 12 | 30 | 7  | +23  |
|       | Itália             | 8 | 3 | 3 | 2 | 9  | 18 | 12 | +6   |
| 4     | Alemanha Ocidental | 8 | 4 | 1 | 3 | 9  | 15 | 15 | 0    |
| 5     | Bélgica            | 8 | 3 | 1 | 4 | 7  | 23 | 27 | -4   |
| 6     | Holanda            | 8 | 3 | 1 | 4 | 7  | 22 | 28 | -6   |
| 7     | Suíça              | 8 | 3 | 0 | 5 | 6  | 23 | 31 | -8   |
| 8     | França             | 8 | 2 | 2 | 4 | 6  | 23 | 40 | -17  |
| 9     | Inglaterra         | 8 | 0 | 0 | 8 | 0  | 8  | 58 | -50  |

| Campeões Europeus 1977 |
| ---------------------- |
| Portugal               |
| PORTUGAL 15.º Título   |